# Rue Schubert
Pour les articles homonymes, voir Rue Franz-Schubert.
La rue Schubert est une voie du 20e arrondissement de Paris, en France.

## Situation et accès
La rue Schubert est une voie située dans le 20e arrondissement de Paris. Elle débute  rue Paganini et se termine rue Charles-et-Robert.

## Origine du nom

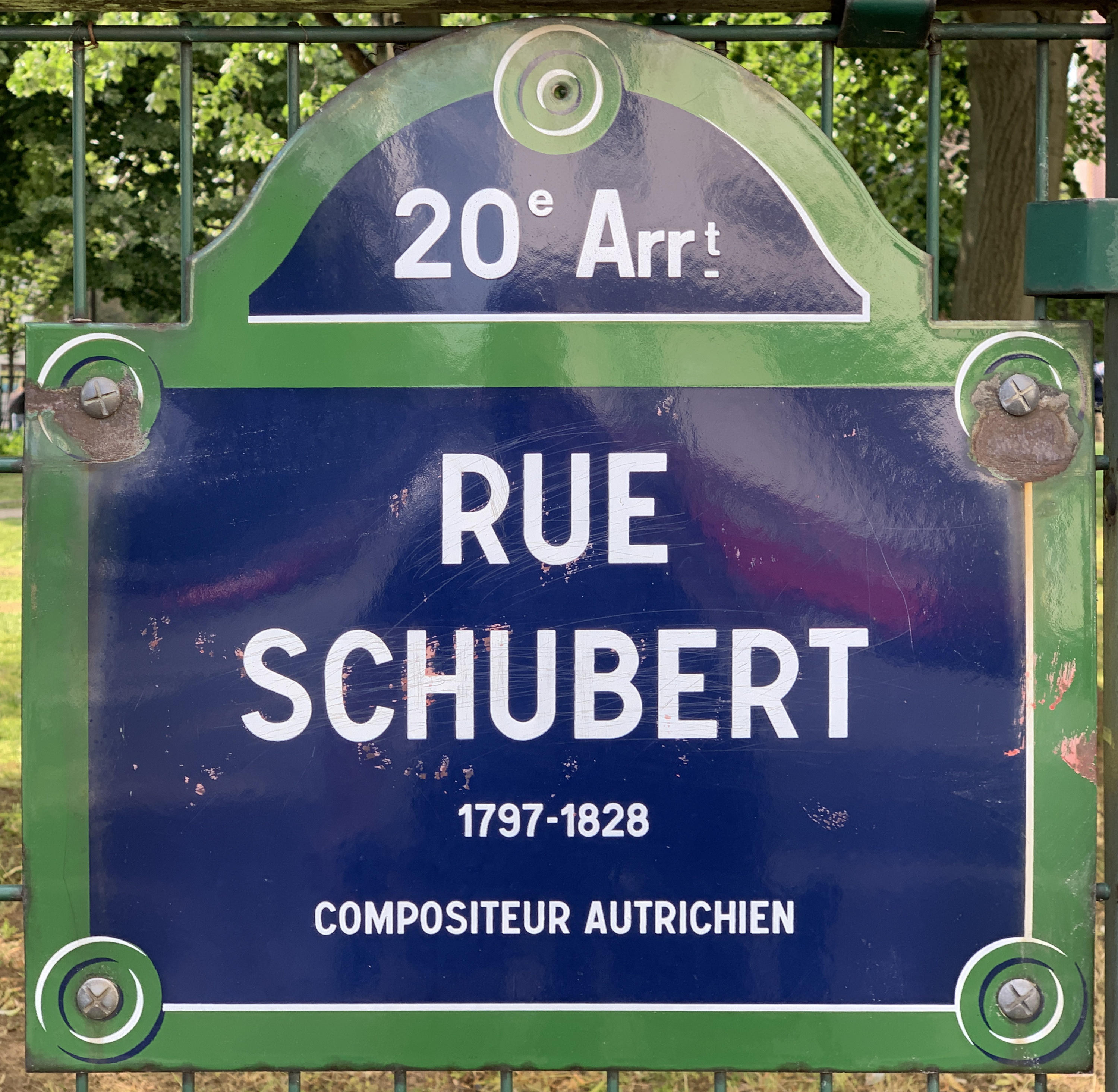
Plaque de la rue.

Cette voie rend honneur au compositeur autrichien Franz Schubert (1797-1828).

## Historique
Cette voie est ouverte sous sa dénomination actuelle par un arrêté du 13 janvier 1934 sur l'emplacement du bastion no 11 de l'enceinte de Thiers.